# Christian Nicolaus Bruhn
Christian Nicolaus Bruhn (* 25. Januar 1796 in Esgrus; † 9. Februar 1863) war ein evangelisch-lutherischer Theologe in Schleswig-Holstein.
Er studierte in Kiel, wirkte in Dagebüll (1822–1827), Drelsdorf (1827–1837) und Bornhöved (ab 1837) als Pastor und machte sich einen Namen als Gründer von Arbeitshäusern. Für sein Wirken wurde er 1836 zum Ritter des Dannebrog-Orden ernannt. Besondere Aufmerksamkeit erregte seine Schrift Ansprache an die Insten und Tagelöhner in den Landdistricten des Herzogthums Holstein, mit der er im Revolutionsjahr 1848 zu Ruhe und Ordnung aufrief.

## Werke
- Christian Nicolaus Bruhn: Die Zwangsarbeits-Anstalten in Schleswig-Holstein: Eine gekrönte Preisschrift. Köbner, 1846.
- Christian Nicolaus Bruhn: Ansprache an die Insten und Tagelöhner in den Landdistricten des Herzogthums Holstein. In: Kieler Correspondenzblatt. Nr. 90, 1848, S. 357–358.